# 弁護士 朝吹里矢子
『弁護士 朝吹里矢子』（べんごし あさぶきりやこ）は、夏樹静子の短編推理小説のうち弁護士・朝吹里矢子を主人公とする作品群。夏樹静子作品としては『検事 霞夕子』と同様にシリーズ作品としてテレビドラマ化されている。

## 概要

### シリーズ一覧
- 星の証言
  - 新書：1977年10月 トクマノベルズ ISBN 978-4191524842
  - 文庫：1979年12月 集英社文庫 ISBN 978-4087502886
  - 文庫：1984年9月 角川文庫 ISBN 978-4041445112
  - 文庫：1995年10月 徳間文庫 ISBN 978-4198904029
    - 収録作品：暗闘のバルコニー / 親告罪の謎 / 黒白の暗示 / 沈黙は罪 / 相続欠格の秘密 / 証言拒否 / 被疑者へのバラ
- 花の証言
  - 新書：1981年2月 トクマノベルズ ISBN 978-4191521681
  - 文庫：1982年12月 集英社文庫 ISBN 978-4087505726
  - 文庫：1984年10月 角川文庫 ISBN 978-4041445129
  - 文庫：1996年5月 徳間文庫 ISBN 978-4198905033
    - 収録作品：犯す時知らざる者 / 片隅の青い絵 / 二つの真実 / パパをかえして / 地検でお茶を / 穴のあいた密室 / 瀬戸際の期待
- 霧の証言
  - 新書：1987年4月 光文社カッパ・ノベルス ISBN 978-4334026950
  - 文庫：1990年8月 光文社文庫 ISBN 978-4334711849
  - 文庫：1997年12月 徳間文庫 ISBN 978-4198908034
    - 収録作品：雨の檻 / 心を返して / 稚（おさな）い証人 / 土地狂乱殺人事件 / 人工呼吸器の謎
- 贈る証言
  - 単行本：2000年6月 講談社 ISBN 978-4062101882
  - 文庫：2003年6月 講談社文庫 ISBN 978-4062737760
  - 文庫：2010年1月 徳間文庫 ISBN 978-4198931025
    - 収録作品：相続放棄の謎 / 贈る証言 / 十五年の真実 / 五十年後の遺志 / 離れの不審火

### 主な登場人物
- 朝吹里矢子（弁護士）
- 吉村サキ（事務員）
- 薮原勇之進（弁護士・薮原弁護士事務所所長）

## テレビドラマ

### 女弁護士 朝吹里矢子（十朱幸代版）
1978年から1992年までテレビ朝日系「土曜ワイド劇場」で放送されたシリーズ。全13回。主演は十朱幸代。

### 新・女弁護士 朝吹里矢子（財前直見版）
1994年から2000年までテレビ朝日系「土曜ワイド劇場」で放送されたシリーズ。全7回。主演は財前直見。

### 弁護士 朝吹里矢子（南果歩版）
2001年から2005年までTBS系「月曜ミステリー劇場」で放送されたシリーズ。全4回。主演は南果歩。

#### キャスト（南果歩版）

##### 朝吹法律事務所
朝吹里矢子
演 - 南果歩
朝吹法律事務所を営む弁護士。夫・駿平と二人暮らし。
風見志朗
演 - 石黒賢
司法浪人。藪原の甥。情にもろく依頼人の女性にひと目惚れしやすい。
吉村サキ
演 - 石井トミコ
事務員。
藪原勇之進
演 - 江守徹
里矢子の上司。弁護士。

##### その他
広岡駿平
演 - 森本レオ
広岡動物病院の獣医。里矢子の夫婦別姓の夫。千春の弟。
棚橋徹
演 - 金田明夫（第2作 - 第4作）
警視庁捜査一課の刑事。里矢子と対立している。

##### ゲスト（南果歩版）
第1作「贈る証言」（2001年）
- 生野美帆（潮家の通いの家政婦） - 若林しほ
- 南田巴（近所の寝たきり老女） - 三條美紀
- 鮫島勝臣（清水総合病院 医師・潮の高校時代の友人） - 久富惟晴
- 美帆の亡き夫の父 - 灰地順
- 小池佐枝子（潮の義妹） - 根岸季衣
- 裁判官 - 市川勇
- 主婦 - 田代恭子
- 立花（巴の主治医） - 佐藤一平
- 潮一志（独居の老画家） - 山本學
- 生野浩樹（美帆の息子） - 小倉史也
- 栄子（広岡動物病院 看護師） - 丸山秀美
- 小久保雄高（国立東警察署 刑事） - 西田健

第2作「衝動殺人の謎」（2002年）
- 春日三千代（風見の知り合い） - 中山忍
- 春日丈造（俊一の父） - 矢田有三
- 春日俊一（三千代の亡き夫） - 渡辺航
- 春日温子（三千代の娘） - 井上楓香
- 山下二美子（三千代の姉） - 白川ゆり
- 安河内彰彦（大学教授） - 木村元
- 市村典男（丈造の甥） - 田中要次
- 新堂辰之（俊一の同僚） - 緒形幹太
- 岡田芳江（安河内家の家政婦） - 角替和枝
- 大木稔（行政書士） - 久保酎吉
- 桑原靖夫（行政書士） - 小久保丈二
- 前島（高井戸東警察署 刑事） - 吉見一豊

第3作「放火殺人の謎」（2003年）
- 栗山ゆかり（里矢子の中学高校時代の後輩） - 野村真美
- 栗山淳也（和菓子店「くりやま」経営者・ゆかりの夫） - 宮本大誠
- 田口克弘（取り立て業者「ハッピーファイナンス」社員） - 大沢樹生
- 渡光一（淳也の幼馴染みで親友） - 神保悟志
- 松尾市介（ハッピーファイナンス 社長） - 清水章吾
- 栗山タケノ（淳也の母） - 佐々木すみ江

第4作「証言拒否の謎」（2005年）
- 岩間佐奈子（憲造の内縁の妻） - 山本みどり
- 馬越憲造（不動産会社社長） - 森次晃嗣
- 馬越信也（憲造の弟） - 本田博太郎
- 馬越秋行（憲造の一人息子） - 金原泰成
- 堀内（佐奈子の前夫） - 並樹史朗
- 寺原伸子（馬越家の通いの家政婦） - 左時枝
- 野上千春（駿平の姉） - 田根楽子

#### スタッフ（南果歩版）
- 原作 - 夏樹静子
- 脚本 - 扇澤延男（第1作 - 第3作）、金子成人（第1作）、普久原晃二（第2作 - 第4作）、坂上かつえ（第4作）
- 演出 - 佐藤健光（第1作 - 第3作）、岡屋龍一（第4作）
- プロデューサー - 齋藤頼照（TSP）、山田大作（TSP）
- 製作 - TBS、TSP

#### 放送日程（南果歩版）
| 話数 | 放送日         | サブタイトル | 原作                                    | 脚本                  | 演出     |
| ---- | -------------- | ------------ | --------------------------------------- | --------------------- | -------- |
| 1    | 2001年11月05日 | 贈る証言     | 「贈る証言」                            | 扇澤延男 金子成人     | 佐藤健光 |
| 2    | 2002年06月17日 | 衝動殺人の謎 | 「相続欠格の秘密」 （「星の証言」所収） | 扇澤延男 普久原晃二   | 佐藤健光 |
| 3    | 2003年10月20日 | 放火殺人の謎 | 「離れの不審火」 （「贈る証言」所収）   | 扇澤延男 普久原晃二   | 佐藤健光 |
| 4    | 2005年05月09日 | 証言拒否の謎 | 「証言拒否」 （「星の証言」所収）       | 普久原晃二 坂上かつえ | 岡屋龍一 |

### 弁護士 朝吹里矢子（真矢みき版）
2010年12月10日にフジテレビ系「金曜プレステージ」で放送された。サブタイトルは「古都・稚い証言にゆらぐ老舗」。主演は真矢みき。
真矢みきは夏樹静子作品として本作品とともに双璧をなす『検事 霞夕子』の霞夕子も演じており、二者を演じた初めての女優である。

#### 概要
弁護士の朝吹里矢子は丸の内にある薮原弁護士の事務所に所属していたが、薮原の後輩にあたる戸倉弁護士が自らの事務所の家賃の関係で部屋を共同利用してくれる弁護士を紹介してほしいと薮原に依頼し、朝吹が薮原の事務所から独立する形で戸倉の事務所と同じフロアに弁護士事務所を開設する。朝吹のフロアと戸倉のフロアとの間には壁がなくパーテーションで区切られているだけである。

#### キャスト（真矢みき版）
- 朝吹里矢子（朝吹里矢子法律事務所の弁護士） - 真矢みき
- 戸倉巌（戸倉巌法律事務所の弁護士） - 泉谷しげる
- 吉村サキ（朝吹里矢子法律事務所の事務員） - 由紀さおり
- 風見志朗（司法浪人・薮原弁護士の甥） - 中山麻聖[5]
- 鈴木美佳（戸倉巌法律事務所の事務員） - 白石みき
- 北島昇（阿蘭陀屋 専務・暁平の大学時代からの親友） - 風間トオル[6]
- 松浦暁平（金沢の老舗の製菓会社「阿蘭陀屋」現社長） - 渡辺いっけい
- 尾形敬子（北島の秘書） - 芳本美代子
- 松浦春次（阿蘭陀屋 前社長・暁平の叔父） - 森次晃嗣
- 小菊（芸者） - 芦川よしみ
- 北島浩（北島の息子） - 佐藤詩音[7]
- 松浦八重子（暁平の妻） - 寺田千穂[8]
- 関守武（阿蘭陀屋 常務） - 酒向芳
- 松浦有希（春次の娘） - 大竹一重
- 吉崎直人（阿蘭陀屋 部長） - 平澤智
- 藤田（石川県警 警部補） - 神尾佑

#### スタッフ（真矢みき版）
- 原作 - 夏樹静子「稚い証人」（「霧の証言」所収）
- 企画 - 熊谷剛
- 脚本 - 坂上かつえ
- 監督 - 赤羽博
- プロデューサー - 齋藤賴照、神戸將
- 制作著作 - フジテレビ、TSP

### その他のテレビドラマ

#### 逆転弁護士ヤブハラ
夏樹静子原作の『弁護士 朝吹里矢子』シリーズを登場人物の1人である朝吹の先輩弁護士・藪原勇之進の視点から構成したテレビドラマ。2015年にテレビ東京系「水曜ミステリー9」で放送されたシリーズ。主演の藪原勇之進役は長塚京三、朝吹里矢子役は黒谷友香。